# كروزالتينس
كروزالتينس بلدية في ولاية ريو غراندي دو سول في المنطقة الجنوبية من البرازيل.   